# Садиба Біспінґів (Масаляни)
Садибно-парковий ансамбль Біспінґів (біл. Сядзібна-паркавы ансамбль Біспінгаў) — пам'ятка садибно-паркової архітектури XIX ст. в білоруському селі Масаляни (Берестейський район). Мав риси стилю ампір і несправжньої готики. Після значної реконструкції у 1970-х роках садиба втратила свій історичний вигляд.

## Архітектура

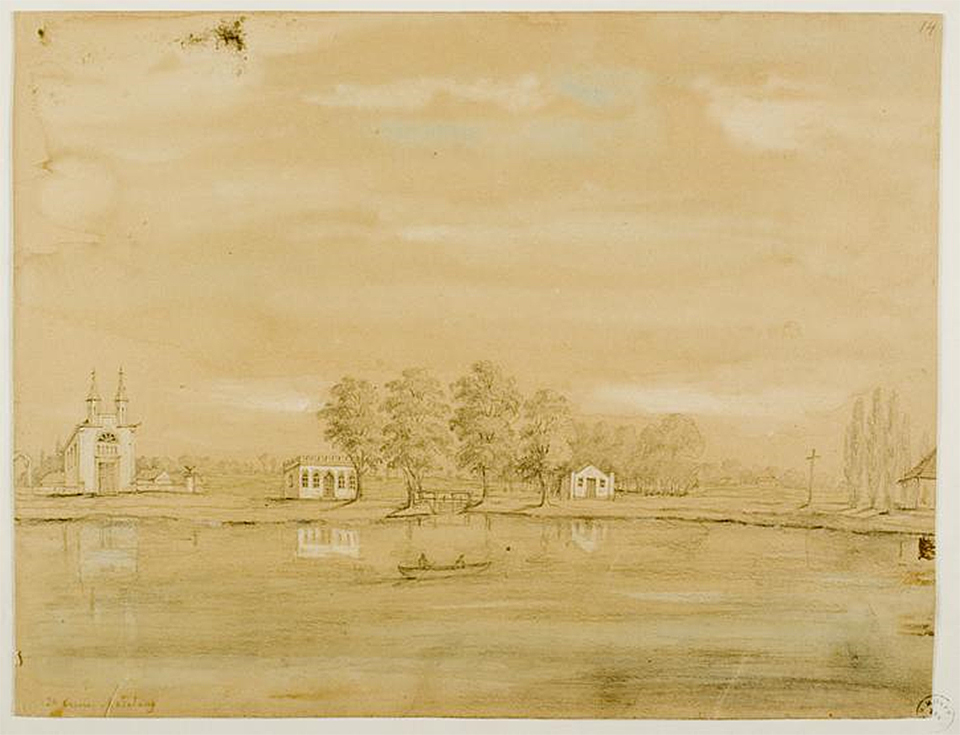
Садиба в Масалянах на малюнку Н. Орди. 1860–1870-ті роки.

Цегляна одноповерхова будівля складної конфігурації в плані, поставлена на високий цоколь. Центральну частину, перекриту чотирисхилим дахом, було виділено чотириколонною напівротондою, що завершувалася квадратним у плані бельведером зі скульптурою наприкінці. Бічні крила палацу на головному фасаді прикрашали стовпові галереї. Прямокутні та стрілчасті вікна центральної частини і бічних крил було оздоблено рамами з сандриками й архівольтами.
Палац відомий малюнком Н. Орди 1860–1870-х років, коли він належав родині Біспінґів.

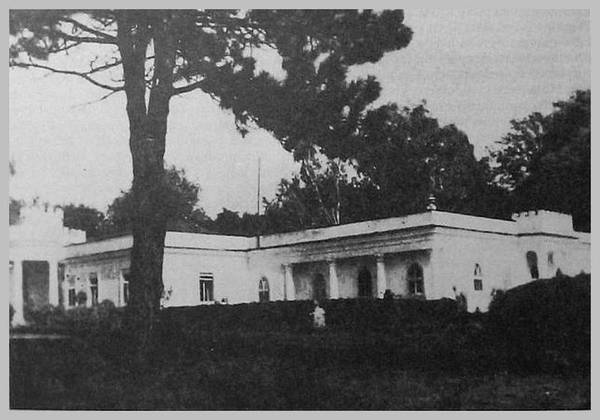
Садиба на початку 20 ст.
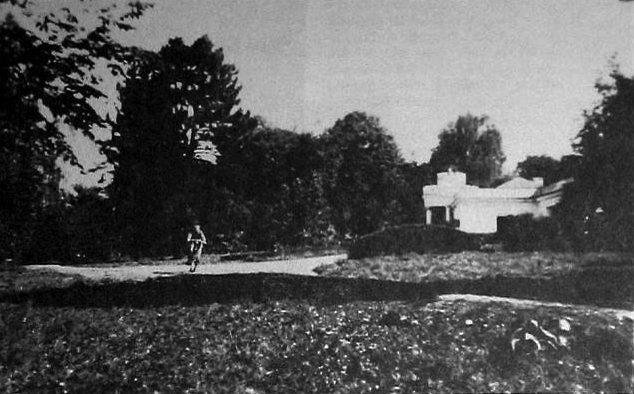
Садиба на початку 20 ст.
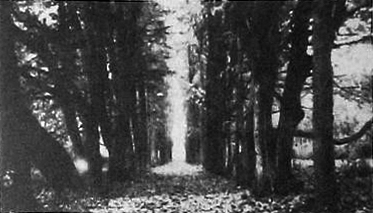
Садиба на початку 20 ст.
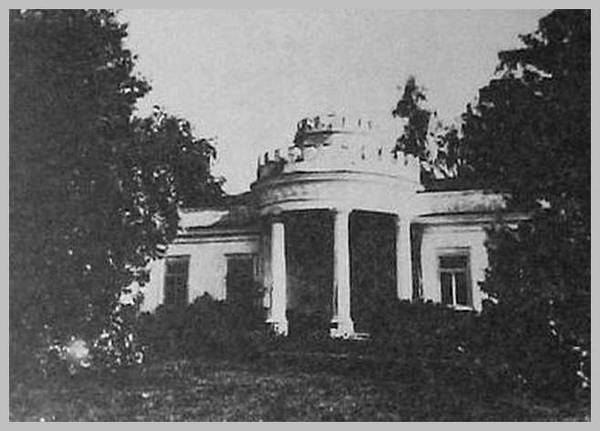
Садиба на початку 20 ст.
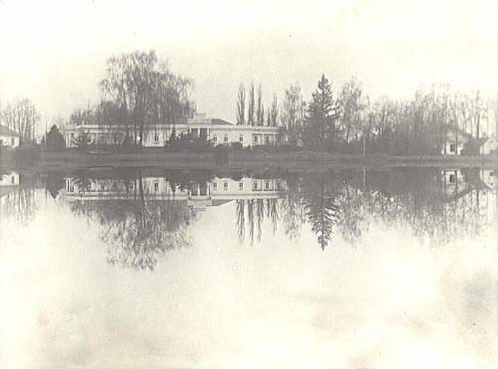
Садиба 1939 року